# Clara Arbués
Clara Arbués és una medievalista catalana, directora del Museu de Lleida des de desembre de 2023.

## Trajectòria
És medievalista i ha cursat estudis de museologia i gestió del patrimoni cultural de la Universitat de Barcelona, així com estudis en l’àmbit de la direcció estratègica de museus i centres patrimonials a la Universitat de Girona. També és especialista en arxivística i documentació.
A més de delegada del Bisbat d’Urgell en matèria de patrimoni cultural, ha estat, directora tècnica dels arxius de la Diòcesi d’Urgell i directora tècnica del Museu Diocesà d’Urgell, on ha impulsat i coordinat l’estudi de les col·leccions museístiques així com la redacció del Pla estratègic del Museu i un projecte de renovació museològica, museogràfica i arquitectònica de l’equipament.
En l’àmbit de la conservació i restauració, té una llarga trajectòria en la coordinació de projectes de restauració arquitectònica i de béns mobles i ha estat coordinadora de la Xarxa de Museus i equipaments patrimonials pirinencs.
Clara Arbués és també membre de la Comissió Territorial de Patrimoni de l’Alt Pirineu, del Consell Assessor del Patrimoni Cultural Andorrà, del Secretariat Interdiocesà de Custòdia i Promoció de l’Art Sacre (SICPAS), de la Comissió Mixta de Generalitat de Catalunya – Església Catalana, així com del Consorci del Romànic de la Vall de Boí i del Consorci de l'Ecomuseu de les Valls d’Àneu. Actualment, forma part també del Consell de Redacció de la Candidatura de Patrimoni Mundial “Els testimonis materials de la formació de l’estat dels Pirineus: el Coprincipat”.